# القصيبة (الترارزة)
القصيبة بلدة موريتانية وإحدى بلديات ولاية الترارزة.